# Bronius Jankauskas
Bronius Jankauskas (* 1913; † 1992) war ein litauischer Fußballspieler. 

## Karriere
Bronius Jankauskas war in seiner Karriere von 1934 bis 1940 für den ŠŠ Kovas, aus Kaunas aktiv.
Zwischen 1934 und 1939 absolvierte er zudem 16 Länderspiele für die Litauische Fußballnationalmannschaft. Sein Debüt gab er am 10. Juni 1934 gegen Lettland. Mit der Nationalmannschaft nahm Jankauskas am Baltic Cup 1936 und 1937 teil.